# (35056) Cullers
(35056) Cullers (1984 ST) – planetoida z grupy przecinających orbitę Marsa okrążająca Słońce w ciągu 3,83 lat w średniej odległości 2,45 j.a. Odkryta 28 września 1984 roku.